# Коахома (округ)
Округ Коахома (англ. Coahoma County) — округ штата Миссисипи, США. Население округа на 2000 год составляло 30622 человек. Административный центр округа — город Кларксдейл.

## История
Округ Коахома основан в 1836 году.

## География
Округ занимает площадь 1434.9 км2.

## Демография
Согласно переписи населения 2000 года, в округе Коахома проживало 30 622 человек (данные Бюро переписи населения США). Плотность населения составляла 21.3 человек на квадратный километр.